# 沃拉爾普湖
47°09′23″N 9°22′34″E / 47.15639°N 9.37611°E

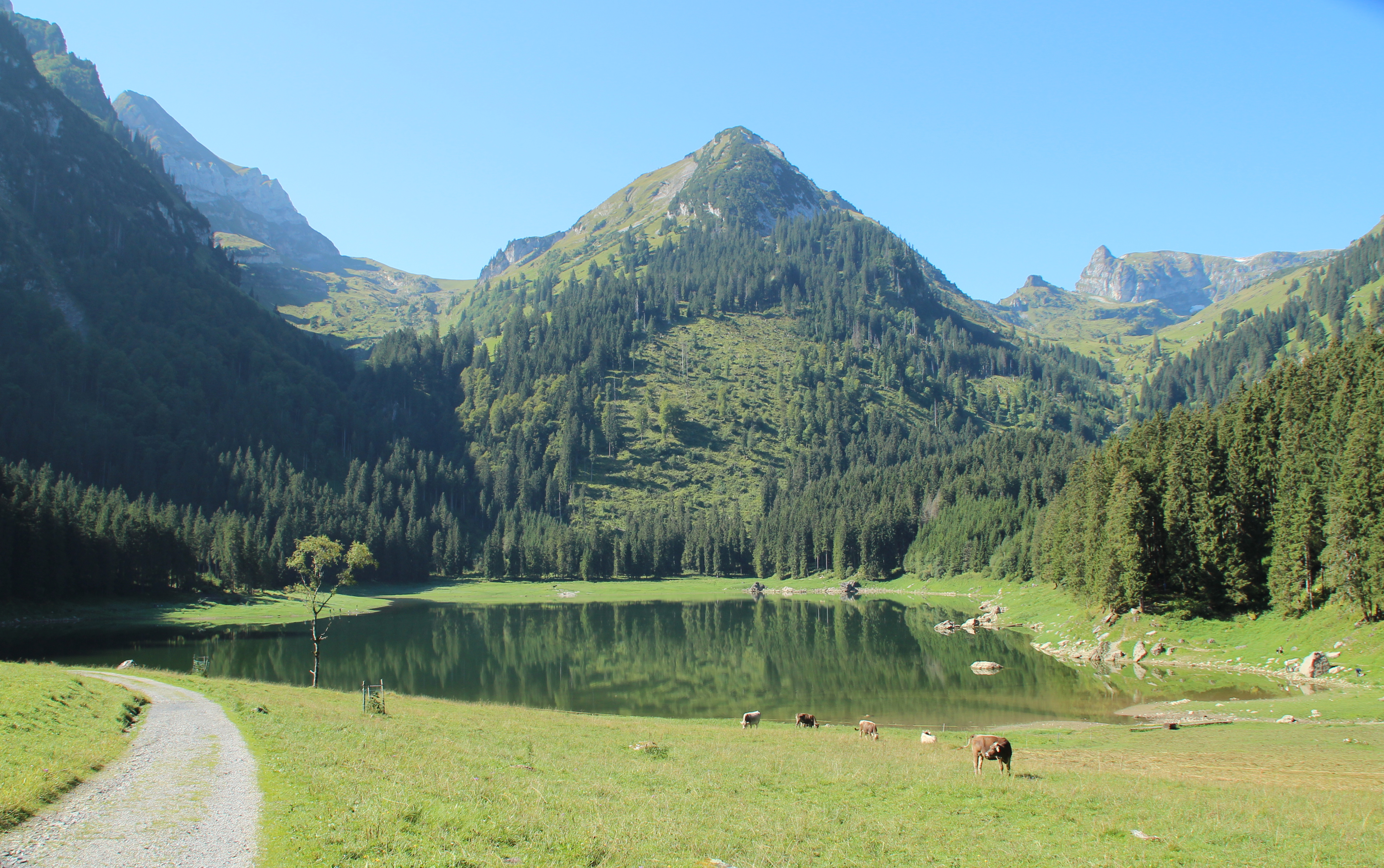
沃拉爾普湖

沃拉爾普湖（Voralpsee），是瑞士的湖泊，位於該國東北部，由聖加侖州負責管轄，長0.5公里、寬0.3公里，面積0.1平方公里，海拔高度1,123米，每年平均降雨量1,954毫米。